# مارلیز اوستدام
مارلیز اوستدام (انگلیسی: Marlies Oostdam؛ زادهٔ ۲۹ ژوئیهٔ ۱۹۷۷) بازیکن فوتبال اهل نیوزیلند است.
از باشگاه‌هایی که در آن بازی کرده‌است می‌توان به اشاره کرد.
وی همچنین در تیم ملی فوتبال زنان نیوزیلند بازی کرده‌است.